# Let It Be (film)
Let It Be je dokumentární film o hudební skupině The Beatles, který zachycuje natáčení alba Let It Be. Ve filmu se objevují i scény z neohlášeného střešního koncertu (30. ledna 1969), což bylo poslední živé vystoupení The Beatles. Film byl původně plánován jako televizní dokument, ale nakonec se z něho stal celovečerní film.
Snímek režíroval Michael Lindsay-Hogg, produkoval ho Neil Aspinall. Ve filmu samozřejmě účinkují všichni čtyři členové The Beatles (John Lennon, Paul McCartney, George Harrison a Ringo Starr) a dále zde účinkují Billy Preston, Mal Evans, Yoko Ono a George Martin. Film trvá 81 minut, je v angličtině. Vydalo ho studio Apple Films, distribuován byl společností United Artists.
Režisér Michael Lindsay-Hogg původně uvedl, že film bude roku 2013 dostupný na DVD a Blu-ray; to nakonec nevyšlo, pouze stále kolovaly nelegální kopie filmu. Obnovená verze filmu byla zpřístupněna pro streamování na Disney+ až v roce 2024.

## Písně
Film obsahuje i některé písně, které na albu Let It Be nejsou. Skladby jsou uvedeny v pořadí, v jakém se objevily ve snímku:
- Don't Let Me Down
- Maxwell's Silver Hammer
- Two of Us
- I've Got a Feeling
- Oh! Darling
- One After 909
- Jazz Piano Song
- Across the Universe
- Dig a Pony
- Suzy Parker
- I Me Mine
- For You Blue
- Bésame Mucho
- Octopus's Garden
- You've Really Got a Hold on Me
- The Long and Winding Road
- Rip It Up
- Shake Rattle and Roll
- Kansas City
- Miss Ann
- Lawdy Miss Clawdy
- Dig It
- Let It Be
- Get Back